# Rhodopechys alienus
Rhodopechys alienus (лат.) — вид птиц из семейства вьюрковых. Ранее считался подвидом Rhodopechys sanguineus, однако сегодня между ними известно несколько отличий.

## Распространение
Обитают в горах Атлас на территории Марокко и Алжира, в том числе в горах Орес.

## Описание
Длина тела 13 см, размах крыльев около 32 см.
Окрашены бледно, в светло-коричневый цвет (низ тела беловатый). Клюв тяжелый, тускло-желтый. Самка чуть тусклее самца.

## Биология
Питаются семенами, зимой посещают поля. В кладке 4-5 голубых, слегка рябых яиц.